# Tucker Barnhart
Tucker Jackson Barnhart (ur. 7 stycznia 1991) – amerykański baseballista występujący na pozycji łapacza w Cincinnati Reds.

## Przebieg kariery
Po ukończeniu szkoły średniej, Barnhart otrzymał propozycję stypendium sportowego Georgia Institute of Technology, jednak po wyborze w 10. rundzie draftu przez Cincinnati Reds, podpisał kontrakt z organizacją tego klubu. Zawodową karierę rozpoczął w GCL Reds (poziom Rookie), następnie w 2010 grał w Billings Mustangs (Rookie). Sezon 2011 spędził w Dayton Dragons (Class A). W 2012 występował w Bakersfield Blaze (Class A-Advanced) i Pensacola Blue Wahoos (Double-A), w którym rozpoczął również sezon 2013. W lipcu 2013 reprezentował klub w Southern League All-Star Game. 
3 kwietnia 2014 zadebiutował w Major League Baseball w meczu przeciwko St. Louis Cardinals. Dwa dni później w meczu z New York Mets zaliczył pierwsze odbicie w MLB. Po niespełna trzytygodniowym pobycie w Louisville Bats (Triple-A), 26 kwietnia 2014 otrzymał ponowne powołanie do 40-osobowego składu Cincinnati Reds. 1 maja 2014 w meczu przeciwko Milwaukee Brewers zdobył pierwszego home runa w MLB.
W sezonie 2015 z powodu kontuzji Devina Mesoraco, o pozycję pierwszego łapacza Barnhart rywalizował z Brayanem Peñią. W 2016 w wyniku niedyspozycji Mesoraco, Barnhart zaliczył 108 występów w wyjściowym składzie. We wrześniu 2017 podpisał nowy, czteroletni z opcją przedłużenia o rok kontrakt wart 23,5 miliona dolarów. W tym samym roku został pierwszym łapaczem Cincinnati od 1977, który zdobył Gold Glove Award. 

## Nagrody i wyróżnienia
| Nagroda/wyróżnienie | Lata | Źródło |
| Gold Glove Award    | 2017 | [ 9 ]  |